# Roeselia strigula
Roeselia strigula är en fjärilsart som beskrevs av Ignaz Schiffermüller 1776. Roeselia strigula ingår i släktet Roeselia och familjen trågspinnare. Inga underarter finns listade.